# Festa do Abacaxi
A Festa do Abacaxi é uma festa tradicional brasileira da cidade de Pombos, estado de Pernambuco.
Foi criada no ano de 1984 por Gustavo Marchiori Siano[carece de fontes?] para homenagear a principal cultura agrícola da cidade e desde a sua criação a festa vem sendo realizada todos os anos no mês de outubro.

## Calendário oficial
Projeto de Lei 866/2019 da Assembleia Legislativa de Pernambuco, com parecer favorável 2133/2020, procura incluir a Festa do Abacaxi no Calendário Oficial de Festas do estado de Pernambuco. Ela existe para festejar a cultura do abacaxi naquele município.

## Suspensão
Em decorrência da pandemia de Covid-19, o Ministério Público de Pernambuco recomendou a suspensão da festa.